# Dennis Smith
Dennis Cliff Smith Jr (ur. 25 listopada 1997 w Fayetteville) – amerykański koszykarz, występujący na pozycji rozgrywającego, od 2023 zawodnik Brooklyn Nets.
W 2015 został wybrany najlepszym zawodnikiem szkół średnich stanu Karolina Północna (North Carolina Gatorade Player of the Year), został też wicemistrzem turnieju Adidas Nations. W 2014 sięgnął po mistrzostwo wcześniej wspomnianego turnieju.
31 stycznia 2019 trafił w wyniku wymiany do New York Knicks. 8 stycznia 2021 został zawodnikiem Detroit Pistons. Po zakończeniu sezonu został wolnym agentem. 23 września 2021 dołączył do Portland Trail Blazers. 21 lutego 2022 został zwolniony. 23 września 2022 dołączył do Charlotte Hornets. 8 lipca 2023 zawarł umowę z Brooklyn Nets.

## Osiągnięcia
Stan na 16 września 2023, na podstawie, o ile nie zaznaczono inaczej.
NCAA
- Najlepszy pierwszoroczny zawodnik roku konferencji Atlantic Coast (ACC – 2017)[9]
- Zaliczony do:
  - I składu:
    - pierwszoroczniaków ACC (2017)
    - turnieju Paradise Jam (2017)

  - II składu ACC (2017)
- Lider ACC w asystach (2017)[10]

NBA
- Uczestnik:
  - Rising Stars Challenge (2018)
  - konkursu wsadów NBA (2018, 2019)
- Zaliczony do:
  - I składu letniej ligi NBA (2017)
  - II składu debiutantów NBA (2018)[11]